# Leopold Andrian
Leopold Freiherr Ferdinand von Andrian zu Werburg (ur. 9 maja 1875 w Berlinie, zm. 19 listopada 1951 we Fryburgu) – austriacki dyplomata, pisarz, polityk.

## Życiorys
Pochodził ze starej arystokratycznej rodziny. Jego ojciec Ferdinand Leopold von Andrian-Werburg był antropologiem i profesorem w Wiedniu. Matka pochodząca z żydowskiej rodziny Meyerbeer była córką kompozytora Giacomo Meyerbeera. W latach 1885–1887 uczęszczał do kolegium jezuickiego w Kalksburgu koło Wiednia. Potem uczył się w Gimnazjum w Merano, a następnie w jednym z najsłynniejszych szkół wiedeńskich Schottengymnasium. Kontynuował naukę na Uniwersytecie Wiedeńskim. Studiował nauki prawne, historię, filozofię i literaturę. W 1899 roku uzyskał doktorat z nauk prawnych.
W 1899 roku rozpoczął pracę jako praktykant w ministerstwie spraw zagranicznych Austro-Węgier. Przeszedł po kolejnych stopniach kariery dyplomatycznej przez konsulaty i ambasady Aten, Rio de Janeiro, Buenos Aires, Bukaresztu, Petersburga. Od 1911 roku został mianowany generalnym konsulem w Warszawie, gdzie przebywał prawie do końca 1914 roku. Po wkroczeniu wojsk niemieckich do Warszawy w 1915 powrócił do Warszawy, jako przedstawiciel dyplomatyczny Austro-Węgier przy niemieckim gubernatorze w Warszawie, i przebywał tam do 1917 roku. Po upadku Austro-Węgier przyjął w 1920 roku obywatelstwo Księstwa Liechtenstein.
Po Anschlussie w marcu 1938 Leopold Adrian, który znalazł się na czarnej liście Gestapo, musiał uciekać z kraju. Najpierw wyjechał do Nicei następnie w lecie 1940 przez Hiszpanię i Portugalię do Brazylii. Po upadku Hitlera wrócił do Austrii. Tuż przed śmiercią na przełomie lat 1950/1951 wyjechał do Rodezji i Południowej Afryki. Zmarł 19 listopada 1951 roku we Fryburgu w wieku 76 lat. Został pochowany w grobie rodzinnym w Altaussee (Austria).

## Dzieła
- Der Garten der Erkenntnis 1895.
- Die Ständeordnung des Alls. Rationales Weltbild eines katholischen Dichters, 1930
- Österreich im Prisma der Idee. Katechismus der Führenden, 1937